# Stara Oleszna
Stara Oleszna (dawniej niem. Altöls) – wieś w Polsce położona w województwie dolnośląskim, w powiecie bolesławieckim, w gminie Bolesławiec.

## Położenie
Wieś leży w Borach Dolnośląskich w Obrębie Leśnym Wierzbowa, nad Bobrem przy drodze DW297. W latach 1975–1998 miejscowość administracyjnie należała do województwa jeleniogórskiego.

## Nazwa
W roku 1295 w kronice łacińskiej Liber fundationis episcopatus Vratislaviensis (pol. Księga uposażeń biskupstwa wrocławskiego) miejscowość wymieniona jest jako Olsna. Kronika podaje również jako osobną miejscowość Budesczicz - Budzieszyce, która stała się częścią wsi.

## Zabytki
- Ruiny dworu z XVI wieku, przebudowanego w okresie późniejszym na pałac. Widoczne są pozostałość po wykuszu latrynowym na pierwszym piętrze. Piwnice kryte sklepieniem kolebkowym.
- Grobowiec dworski (w ruinie) z niemieckim napisem: Ten dworski  grobowiec powstał  z części  kościoła katolickiego  spalonego w roku 1772, w 1811 r. pokryto go nowym dachem i dano zegar na polecenie ziemianina pana majora von Koelichen.
- Elektrownia wodna z lat 50. XX wieku w stylu modernistycznym, w miejscu wcześniejszej zniszczonej w 1945 r.

- Dawny cmentarz katolicki
- Dawny cmentarz ewangelicki
- Most techniczny żwirowni
- Miejsce po kościele ewangelickim z 1742 r.